# Laroque-des-Albères
Laroque-des-Albères (în catalană Roca d'Albera) este o comună în departamentul Pyrénées-Orientales din sudul Franței. În 2009 avea o populație de 2.028 de locuitori.

## Evoluția populației
| An        | 1975 | 1982  | 1990  | 1999  | 2006  | 2009  |
| --------- | ---- | ----- | ----- | ----- | ----- | ----- |
| Populație | 984  | 1.126 | 1.508 | 1.909 | 1.941 | 2.028 |